# Werner Holzbächer

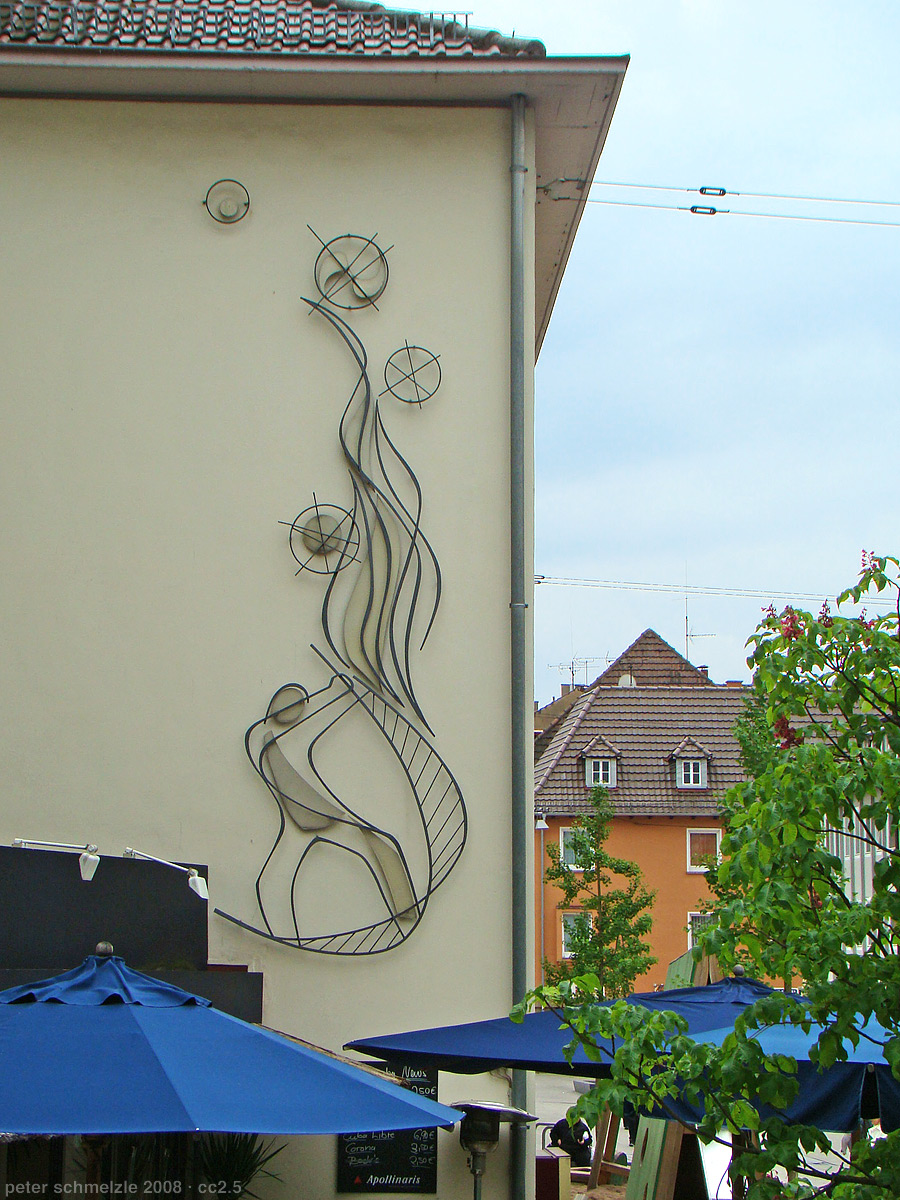
Wandgestaltung von Werner Holzbächer, 1958 nach einem Entwurf von Walter Maisak in Heilbronn entstanden

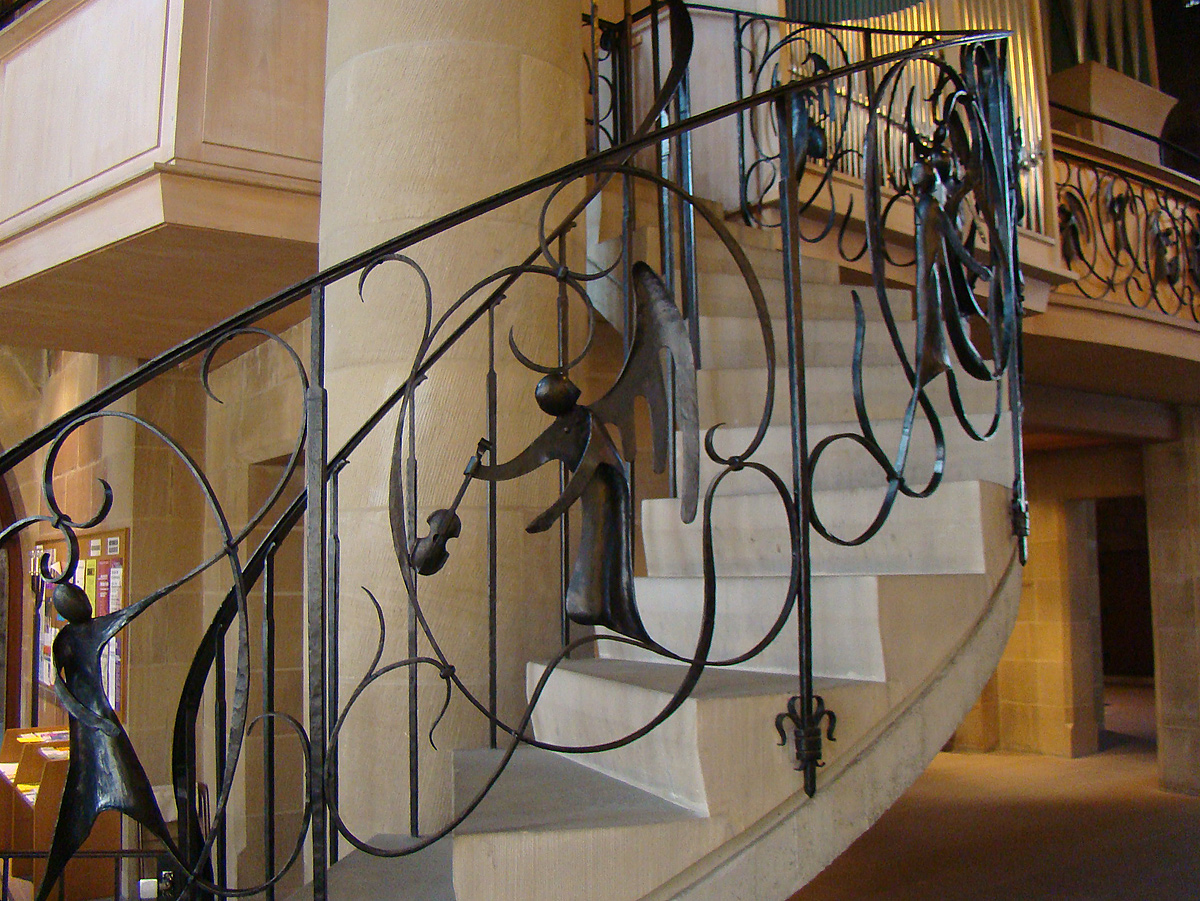
Geländergestaltung in der Kilianskirche in Heilbronn

Werner Holzbächer (* 19. Juli 1917 in Friedland/Schlesien; † 14. August 1977 in Heilbronn) war ein deutscher Kunsthandwerker.

## Leben
Er erhielt seine Ausbildung noch in Schlesien bei Professor Vonkas an der Akademie der Bildenden Künste in Breslau und bei Johannes Maximilian Avenarius, über den er mit Gerhart Hauptmann befreundet war. Holzbächer war in Heilbronn zunächst in der Schlosserei Lutz beschäftigt, machte sich dann jedoch im Stadtteil Heilbronn-Sontheim mit einer eigenen Kunstschmiedewerkstätte selbstständig.

## Werk
Holzbächer hat zahlreiche Werke in öffentlichem Auftrag geschaffen. Zu seinen Werken in Heilbronn zählen die Figur des heiligen Florian an der Heilbronner Feuerwache, der Eingang zum Ehrenfriedhof, die singenden und musizierenden Engel am Eingang des Trausaals des Standesamts, der trauernde und musizierende Engel in der Aussegnungshalle des städtischen Krankenhauses, der Phoenix auf dem Hafenmarktturm, das Gitter zum Aufgang zur Orgelempore in der Kilianskirche sowie der Adler über dem Haupteingang des Heilbronner Rathauses. Ebenso der musizierende und jubelnde Engel am Eingang zum Trauzimmer, der 1957 vom Oberbürgermeister Meyle erworben wurde. Außerdem entstanden in öffentlichem Auftrag verschiedene Brunnenfiguren und Fenstergitter.
- Beispiele:
  - Die Sieben Schwaben, Gartentor eines Privathauses in den Löwensteiner Bergen
  - Bacchus, Weintrinker und ein Kater, Heizkörperverkleidung in der Heilbronner Weinkellerei.